# David William Parry
Pour les articles homonymes, voir Parry.
David William Parry, né le 25 août 1958 à Portsmouth, est un pasteur, poète, essayiste, théologien, conférencier TEDx et dramaturge britannique. 
Il est surtout connu pour avoir rédigé deux recueils de poésie, Caliban's Redemption (2004) et The Grammar of Witchcraft (2009), ainsi qu'un recueil d'essais, Mount Athos Inside Me: Essays on Religion, Swedenborg and Arts (2019). Beaucoup de ses œuvres examinent l'idée que la beauté est un pont vers la transcendance. Tout au long de sa carrière, Parry a été un fervent défenseur des droits LGBT, du pacifisme et du libertarisme.

## Biographie

### Jeunesse

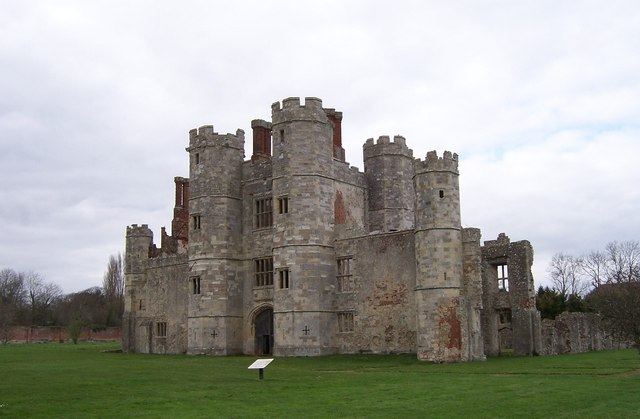
Abbaye de Titchfield, près de Fareham, où Parry lisait de la poésie romaine.

Parry, né le 25 août 1958 à Portsmouth, Royaume-Uni, est le premier enfant d'une télégraphiste Joan Margaret Gibbs Keaveney et d'un policier gallois, William Bill Parry. Il a vécu à Blackbrook Road, Fareham, et a fait ses études à la Nonigton School et à Mile End House School à Portsmouth. Pendant son enfance, il aime lire de la poésie romaine dans l'abbaye de Titchfield et les prairies d'eau, jouer dans le jardin de la maison de sa grand-mère, rendre visite à sa tante à Noël et se faufiler en bas à minuit pour attraper le père Noël et ouvrir des cadeaux de saison. Parmi les ancêtres de Parry se trouve Hubert Parry, qui est un compositeur, professeur de Ralph Vaughan Williams .
À la fin de son adolescence, il se lie d'amitié avec l'anthropologue britannique et présentateur de Channel 4, Richard Rudgley. Son premier emploi est dans une ferme comme ouvrier. Par la suite, il devient facteur et jardinier. En 1978, il passe une semaine à la Fondation Findhorn où il rencontre son professeur d'occultisme, Jesse Thompson, et sa future amie, Eileen Caddy, écrivain britannique et fondatrice de la Fondation[Laquelle ?].
Il déménage à Londres au début des années 1980 et commence à travailler dans la Commission du registre des sociétés amicales et des sociétés de construction[incompréhensible], un département de HM Treasury, à Great Marlborough Street. Vers la même époque, il se lie d'amitié avec George Trevelyan. Il termine ses études au King's College de Londres où il obtient un baccalauréat en études religieuses. Plus tard, il obtient une maîtrise en théologie pastorale au Heythrop College de l'Université de Londres.

### Carrière

#### Religion et occultisme
La carrière de Parry dans l'église a commencé en tant que pasteur laïque dans la Metropolitan Community Church (MCC) de Balham en 1987. Incapable de se remettre du nombre de décès liés au VIH / SIDA, il a quitté le MCC en 1991 pour devenir ministre unitariste laïc dans le sud de Londres et le district du sud-est jusqu'en 1998. 
Néanmoins, pour continuer sa recherche de la Conscience du Christ en dehors de la tradition abrahamique, il s'est impliqué dans le néopaganisme à travers des conférences, des rituels publics, la méditation guidée et l'activisme écologique. Il est devenu un godhi[Quoi ?] païen universaliste et un wiccan gardnérien. En 2013, il a co-organisé Quest of the Heart à Birkbeck, université de Londres aux côtés du Dr Minna Koivuniemi, conjointement soutenu par l'Unité de recherche en psychologie philosophique, morale et politique de l'Université d'Helsinki et le Département de philosophie de Birkbeck. En octobre 2014, Parry était l'un des panélistes de l' Institut Francis-Hutcheson, Religion - à quoi ça sert ? à la Chambre des lords accueillie par Lord Laird.
Parry, néanmoins, retourne au christianisme après avoir été ordonné prêtre et évêque en Italie par Mgr Luca Satori. Deux ans plus tard, il est reconnu comme prêtre et évêque au Saint-Siège ancien catholique d'Antioche par le patriarche Paul de Burton. Il est depuis pasteur indépendant de St Valentine's Hall, en tant que communauté autorisée par la Metropolitan Community Church (MCC). À ce titre, il a encouragé l'émergence de cinq églises en Afrique (Kenya et Nigeria).

#### Écriture
Parry est l'auteur de trois livres. Son premier livre, Caliban's Redemption (2004), est un recueil de poèmes occultes qui explorent l'alter-ego de Parry, Caliban, de The Tempest de William Shakespeare, ainsi que ses réflexions sur la sexualité, l'isolement et Shakespeare. En capturant instant par instant les paroles métaphysiques de Caliban, Parry se confronte lentement à un prisonnier volontaire sur l'île magique de la violence et du désir. Il prétend que ni Browning ni Nietzsche n'avaient pleinement saisi l'éthique de la rédemption qui ne peut être trouvée que dans l'individualité pure.
Ensuite, il a publié The Grammar of Witchcraft (2009), une collection de mini-sagas et de poèmes qui racontent le dernier voyage de Caliban depuis les délices surréalistes d'un mariage lesbien à Liverpool, jusqu'à une ville inexistante de Londres. En lui-même, Parry visait à résoudre les contradictions lyriques existant entre différents niveaux de conscience, spécifiquement entre la réalité, l'état de rêve et la conscience supérieure. Par la suite, des scénarios incroyablement illogiques émergent d'un courant de conscience dans lequel des paysages théâtraux déconcertants rivalisent activement avec les notions de sorcellerie anglo-saxonne, de traditionalisme radical et d'un manque d'authenticité britannique. Chaque analyse pointe vers ces esprits jungiens qui hantent un monde archétypal finalement bienveillant.
Le troisième livre de Parry, Mount Athos Inside Me: Essays on Religion, Swedenborg and Arts (Manticore Press 2019), est un recueil d'essais, qui a émergé après avoir été invité par Vladimir Wiedemann (ru) à participer en tant que conférencier à trois conférences internationales sur le Mont Athos - patrimoine spirituel et culturel unique de l'humanité à Salzbourg (2011), Weimar (2012) et Belgrade (2013). Le livre comprend huit essais ou « problèmes » et emmène le lecteur dans un voyage vers la montagne sacrée d'Athos, un bastion sacré de l'orthodoxie chrétienne. Il examine le symbolisme des montagnes dans le contexte plus large de la philosophie éternelle, les explorant comme un symbole de l'ascension spirituelle vers le divin. Il plonge dans un large éventail de sujets, y compris Emanuel Swedenborg, les quakers, les païens européens, la littérature, le théâtre, l'histoire et les arts. Le Dr Bernard Hoose, maître de conférences émérite en théologie morale (Heythrop College), a rédigé la préface du livre en 2012.
Tout au long de sa carrière d'écrivain, Parry a publié des essais individuels, des poèmes, des pièces satiriques, des blogs, des interviews, des articles de presse dans de nombreuses revues dont E-International Relations (E-IR), The European Azerbaijan Society (TEAS), CG Jung Club London, The Oldie, Psychic World, Through The Woods et Open Central Asian Magazine. En tant qu'éditeur occasionnel, il a également rédigé des préfaces de livres de plusieurs auteurs notables d'Asie centrale.
Il a été invité à participer en tant que conférencier à TEDxLambeth aux côtés du peintre et historien Haralampi G. Oroschakoff à la Royal Society of Arts de Londres. Leur conférence s'intitulait « Une discussion sur les arts conceptuels ». Parry s'est depuis bâti une réputation internationale dans le théâtre en tant que conceptualiste.

#### Théâtre
Parry a fondé sa compagnie, Gruntlers 'Arts Group, en 2008 en tant que groupe d'« imagistes » vaguement connectés, organisant régulièrement des événements artistiques et culturels au Poetry Café à Covent Garden et Russkiy Mir à Bloomsbury. Gruntlers a présenté des productions théâtrales, des salons littéraires, des lancements de livres et des cabarets dans le style du Cabaret Voltaire. Les événements étaient généralement qualifiés de gothique, surréaliste, poésie effrayante ou High Art rendu accessible. Depuis ses débuts, Gruntlers a cherché à célébrer les créatifs peu connus d'ailleurs au public anglophone. En effet, en 2010, Parry a été parrainé par la Société européenne d'Azerbaïdjan (TEAS), la Société Caspienne-Khazari et l'ambassade de la République d'Azerbaïdjan, pour présenter au public britannique (par le biais de la lecture de scénarios costumés) l'œuvre de Mirza Fatali Akhoundov avec la première britannique de The Botanist Monsieur Jordan et The Sorcerer-Dervish Mastali Shah. Parry a décrit la production comme « faisant l'histoire » ainsi que comme représentant « la continuité de Shakespeare »[réf. nécessaire]. De plus, il a évoqué les personnages féminins forts ainsi que les erreurs interculturelles qui composaient l'histoire. Par la suite, la même année, il a présenté le poète azerbaïdjanais Imadeddine Nassimi à Pushkin House, Londres, lors d'un événement multimédia. Gruntlers a pris fin en 2012.
Néanmoins, à la suite du succès de Shakespeare : une comédie en dix scènes à la fois sérieuses et tragiques, Parry est à nouveau invité par Efendiyev à diriger son autre pièce Citizens of Hell, sur l'attitude tyrannique de Staline envers l'Azerbaïdjan. Le rôle de Parry en tant que réalisateur a été transféré à Nick Pelas, faisant de lui un producteur senior pour le reste de la production,. Selon Pelas, la vision de Parry de la pièce a été maintenue tout au long du spectacle[réf. nécessaire]. Citizens of Hell a été présenté au Theatro Technis, Camden, en juillet 2013[réf. nécessaire].
Par la suite, dans le cadre de sa nouvelle troupe théâtrale émergente, Parry a fondé Theo-Humanist Arts en 2014 et a passé les trois années suivantes à diriger et à produire des spectacles théâtraux virtuels et privés. En 2014, lors d'un bref passage avec la chaîne de télévision Internet de David Icke, The People's Voice, il a réalisé une performance virtuelle de 10 épisodes, Anglo-Saxon Poetry, interprétée par Andrew Rea, pour Art @ The People's Voice. La même année, Parry a été invité par Lord Laird et le Dr Roger Prentis à mettre en scène son propre mini-drame, A Day in the Light, pour une audience privée sur la vie et le travail humanitaire d'Albert Schweitzer, joué à la Chambre des lords après une conférence donnée par Médecins sans frontières. La pièce n'a pas pu être filmée ou annoncée en raison de la règle de Chatham House. L'année suivante, Parry a écrit et réalisé un mini-drame de 13 minutes, Fate's Good Fortune, sur la mort, la vie et les moments au purgatoire de l'ancien président de l'Azerbaïdjan, Heydar Aliyev.
En 2016, Parry a été approché par le journaliste Paul Wilson pour réaliser et produire Shakespeare Tonight, écrit par Wilson et le comédien et écrivain australien Tim Ferguson. Le spectacle a accueilli un public nombreux et faisait partie du Camden Fringe (Theatro Technis) et d'Edinburgh Fringe (Paradise in Green). Parry a mis fin aux arts théo-humanistes en 2016.
En janvier 2020, Parry est devenu panéliste de l'émission de Leo Lyon Zagami, The Pew, aux côtés de Roseanne Barr, Lowell Joseph Gallin et John Barnwell. The Pew était parfois diffusé sur la chaîne YouTube de Barr. L'émission s'est terminée après 13 épisodes.

### Politique
Parry est un libertaire de longue date ainsi qu'un membre et ancien attaché de presse du Parti libertaire (Royaume-Uni). Il a cofondé l'Extremist Club avec Jez Turner en 2015, qui ont été convoqués au Old Coffee House de Soho, à Londres, afin de rassembler des personnes extrêmement douées pour discuter de politique dans la tradition du libéralisme classique. Parmi les orateurs notables figuraient l'auteur et député de Majilis, Moukhtar Chakhanov, l'écrivain Anthony Peake, le militant des droits humains Sundus Saqi, le philanthrope Jillian Haslam, sans oublier Andrew Withers du Parti libertaire (Royaume-Uni).
Parry a été accusé d'être un néo-fasciste et un « occultiste de droite proéminent » par des reporters des Royaume-Uni Indymedia, Circle Ansuz  et Hope not hate.
Il a été brièvement le responsable culturel du Parti socialiste de la patrie des îles britanniques en 2018.

#### Asie centrale
En 2013, Parry a été interviewé par The Guardian à propos du traitement par l'Agence britannique des frontières d'un poète d'origine russe, Alex Galper (ru) qui avait étudié sous Allen Ginsberg. Galper a été invité par Parry à assister à un récital de poésie à Londres, un rassemblement qui ne s'est pas manifesté car il a été arrêté et expulsé en raison de la répression des visas britanniques à l'époque. Parry a déclaré : « Je suis toujours fou de colère à ce sujet. Je voulais réunir des poètes Beat et il y avait beaucoup d'intérêt. Puis j'ai reçu un appel d'Alex à l'aéroport et il ne pouvait pas comprendre ce qui lui arrivait ».
Parry est devenu le premier président de Eurasian Creative Guild (ECG) en 2012, une organisation à but non lucratif créant des réseaux et assurant une véritable interaction entre les artistes d'Asie centrale et d'Europe. À ce titre, il a convoqué l'ECG ainsi que le Forum du livre ouvert d'Eurasie et d'Asie centrale et les réunions du Festival de littérature, impliquant des lancements de livres,,, concerts, soirées de poésie,, photo expositions, tables rondes, visites, concours, et présentations sur les créatifs de partout en Eurasie,,,, aux côtés de Marat Akhmedzhanov, vice-président d'ECG,. Ces événements ont lieu dans divers endroits au Royaume-Uni, y compris le Yunus Emre Institute (Londres), le Travellers Club, Fitzroy House, l' Université SOAS de Londres, l' Université de Cambridge,, Rossotrudnichestvo (Londres). En reconnaissance de son travail de poète et de dramaturge, Parry a souvent été invité dans des pays d'Asie centrale, notamment au Kazakhstan et au Kirghizistan. En effet, en 2016, il a présenté une nouvelle édition de son livre The Grammar of Witchcraft à la Bibliothèque nationale du Kazakhstan, à l'Université américaine d'Asie centrale à Bichkek, Osh State University à Och, et ainsi qu'à Noursoultan,,,,. Interrogé par le BBC World Service au Kirghizistan, il a déclaré que « la commercialisation constante de l'industrie du livre a complètement tué la culture de la lecture des gens »[réf. nécessaire]. De même, selon The Astana Times, il a déclaré que « l'Asie centrale est le monde à certains égards, n'est-ce pas ? Tout semble venir d'ici ou passer par ici ». Parry est devenu membre du conseil consultatif d'ECG, après avoir démissionné de ses fonctions de président en 2015.
Parry a organisé Meet the Author Series de l'Institut Yunus Emre (Londres) en 2018. Les orateurs comprenaient Jonathan Wood, Nigel Humphrey, Michael Dante, Alexander Baron, Daniele-Hadi Irandoost, Jillian Haslam et Sonia Poulton.
En tant qu'éditeur littéraire occasionnel, il a édité des livres de prose et de poésie russophones, y compris la traduction de Vera Rich de poètes biélorusses (Ianka Koupala, Iakoub Kolas, Maxime Bahdanovitch),, Raushan Burkitbaeva-Nukenova,, Zaur Hasanov, prêteur Mambetova, Kanybek Imanaliev et Herold Berger entre autres.

## Réception critique
Le premier recueil de poèmes de Parry, Caliban's Redemption, a été décrit par les critiques comme « beau », tandis que London Magazine a noté que le livre était « vraiment merveilleux et fascinant ». Bernard Hoose a déclaré : « Une lecture rapide du livre pourrait facilement faire manquer ce point, principalement parce que Parry est particulièrement adepte des descriptions du côté ténébreux de la vie ».
Le deuxième livre de Parry, The Grammar of Witchcraft, a également été reçu lors de sa publication. Iain Sinclair fait remarquer que le livre est un « Conceit obsédant »[réf. nécessaire]. Neil Watson a qualifié la collection « d'une étude phénoménologique unique de la sorcellerie remplie d'images fantasmagoriques, transcendant l'expérience ordinaire d'une manière unique et inoubliable »[réf. nécessaire]. Johan Alstad a noté : « La grande plate-forme de diversité dans ce travail est entrecoupée d'œuvres mystiques. Des traces peuvent être faites à Jung et à d'autres Maîtres manifestant son importance et sa pertinence »[réf. nécessaire].
Le romancier transgenre anglais Jean Winchester a déclaré que Mount Athos Inside Me est « un livre exceptionnel à chérir », et qu'il est « étonnant à la fois en profondeur et en contenu »[réf. nécessaire]. Le Père Dr Robert McTeigue décrit Parry comme « un homme d'une érudition et d'une sensibilité artistique extraordinaires ». Digital Journal appelé Parry, « un homme aux multiples talents ».

## Prix et distinctions
- Représentant principal de l'Union mondiale des écrivains des Nations unies, (Kazakhstan 2016)
- Médaille d'or du troisième Forum ouvert du livre et du festival de littérature d'Asie centrale pour ses contributions au théâtre (Almaty, Kazakhstan 2014)
- Médaille nationale d'Open Eurasia pour «contribution personnelle au développement de la culture littéraire» (Almaty, Kazakhstan 2014)[67]
- Certificat honorifique de l'Association internationale des « Généraux du monde sont pour la paix » pour «le renforcement de la paix, de l'amitié et de la compréhension mutuelle entre les peuples» (Almaty, Kazakhstan 2014)
- Membre honoraire à vie de la Fondation Doreen Valiente et du Centre d'études païennes pour « un engagement et un dévouement continus envers la communauté païenne au sens large » (2014)
- Membre de la Royal Society of Arts (2014)
- Vice-président de l'Association internationale des auteurs et publicistes (APIA 2013)
- Certificat d '« Union mondiale de la culture » pour les contributions aux contacts culturels entre créateurs et studios (Certificat 2011)

## Œuvres

### Livres
- La rédemption de Caliban (2004)[68]
- La grammaire de la sorcellerie (2009)[69]
- Mount Athos Inside Me : Essais sur la religion, Swedenborg et les arts (2019)[70]

### Essais et poèmes
- « Channeling Tomorrow » (Pyschic World mai 2007)[71]
- « Signs of Spirit » (Psychic World, octobre 2007)[72]
- « Art et Ryszarf Gancarz » (Psychic World juin 2007)[73]
- « Dialogues avec les morts païens » (Psychic World mars 2007)[74]
- « Caliban in Clover » (Through The Woods 2008)[75]
- « La résurgence de Blake » (Through The Woods 2008)[76]
- « Le pèlerin » (Through the Woods 2008)[77]
- « Y-a-t-il quelqu'un là-bas? » (Psychic World, janvier 2009)[78]
- « Préface » à la Théorie pyramidale du mariage de Gulvin (2009)[79]
- « Essai introductif » au Botaniste Monsieur Jordan et au Sorcier-Derviche Mastali Shah de Mirza Fatali Akhundov (2010)
- « Une préface avec de la fumée et des miroirs » à My Favorite Madman et autres pièces d'Elchin (2012)
- « Obtenir 'The Hump' à l'Eurovision » (Teas Magazine 2012)[80]
- « Métempsychose » (Pyschic World, janvier 2013)[81]
- « Le paganisme et la tradition de la dissidence » (National-Anarchisme: méthodologie et application 2013)
- « Préface » à l' homme des montagnes de Zaur Hasanov (2014)
- « Le courage d'être » (Norskk 2015)[82]
- « Préface » à My Homeland, Oh My Crimea, du prêteur Mambetova (2015)
- « Préface » à Goethe et Abay de Herold Berger (2015)
- « Performing Gnosis: A Few Investigative Jottings » (CG Jung Club London Newsletter 2015)
- « Words, Tengrism, and Wittgenstein: A Personal Reflection » (Open Central Asian Magazine Spring 2014)[83]
- « Préface» à Shadow of the Rain de Raushan Burkitbayeva-Nukenova (2016)
- « Préface » à Foremother Asia de Natalia Kharlampieva (2016)
- « Postface » aux Portes du Valhalla de Vincent Ongkowidjojo : une interprétation ésotérique du mythe nordique (2016)
- « Une interview avec le producteur hollywoodien Cyrus Yavneh » (Open Central Asian Magazine 2016)
- « Interview » (E-International Relations 2018)[84]
- « Préface » à la Kagnate de Kanybek Imanaliev (2019)
- « A Reflective Afterword » à La vie d'un diffuseur psychique d'Alan Cox (2019)
- « Politique, poésie et Ezra Pound » (E-International Relations 2019)[85]
- « Holy Hampshire » (The Oldie 2020)[86]
- « Cinq étapes pour un artiste conceptuel en herbe » (TEDxLambeth 2020)[87]

### Théâtre
- The Botanist Monsieur Jordan and the Sorcerer-Dervish Mastali Shah (Arts Educational Schools London avril 2010)[88]
- Shakespeare: A Comedy in Ten Scenes both Serious and Tragic (Horse Hospital 2011)[89]
- Citizens of Hell (co-réalisateur et producteur 2013)[90]
- Poésie anglo-saxonne d'Andrew Rea (Art @ The People's Voice 2014)
- A Day in the Light (joué à la Chambre des Lords 2014)
- Fate's Good Fortune (mini-drame 2015)
- Hitchcock Hommage par Nick Pelas (acteur comme Alfred Hitchcock 2016)[91],[92]
- Shakespeare ce soir (Camden Fringe et Edinburgh Fringe 2016) [19]
- Cincinnatus (directeur créatif 2016)[93]
- L'Idiot de Victor Sobchak (acteur en tant que général Ivolgin 2017)